# 滇南柯
滇南柯（学名：Lithocarpus pakhaensis）是壳斗科柯属的植物。分布在越南以及中国大陆的云南等地，生长于海拔1,000米至1,400米的地区，一般生长在山谷密林中较湿润地方，目前尚未由人工引种栽培。